# Радошовце (Трнава)
Радошовце (слч. Radošovce) насељено је мјесто са административним статусом сеоске општине (слч. obec) у округу Трнава, у Трнавском крају, Словачка Република.

## Становништво
| Година:    | 1994. | 2004.   | 2014.   | 2024.   |
| ---------- | ----- | ------- | ------- | ------- |
| Број људи: | 392   | 401     | 415     | 388     |
| Разлика:   |       | +2,29 % | +3,49 % | -6,50 % |

| Година:    | 2023. | 2024.   |
| ---------- | ----- | ------- |
| Број људи: | 396   | 388     |
| Разлика:   |       | -2,02 % |

Према подацима о броју становника из 2024. године насеље је имало 388 становника.